# Governo Thorning-Schmidt I
Il governo Thorning-Schmidt I è stato il governo della Danimarca in carica dal 3 ottobre 2011, in seguito alle elezioni parlamentari del 15 settembre, al 3 febbraio del 2014, quando è nato il governo Thorning-Schmidt II.
Si tratta di un esecutivo di coalizione tra i Socialdemocratici, il Partito Popolare Socialista e la Sinistra Radicale. Nel corso della sua durata ha subito tre rimpasti.

## Composizione

### Iniziale
| Carica                                                                                   | Titolare | Titolare               | Partito |
| ---------------------------------------------------------------------------------------- | -------- | ---------------------- | ------- |
| Primo Ministro                                                                           |          | Helle Thorning-Schmidt | SD      |
| Ministro dell'Economia e dell'Interno                                                    |          | Margrethe Vestager     | RV      |
| Ministro degli Affari Esteri                                                             |          | Villy Søvndal          | SF      |
| Ministro delle Finanze                                                                   |          | Bjarne Corydon         | SD      |
| Ministro della Giustizia                                                                 |          | Morten Bødskov         | SD      |
| Ministro della Ricerca, dell'Innovazione e dell'Insegnamento superiore                   |          | Morten Østergaard      | RV      |
| Ministro del Fisco                                                                       |          | Thor Möger Pedersen    | SF      |
| Ministro dei Trasporti                                                                   |          | Henrik Dam Kristensen  | SD      |
| Ministro del Commercio                                                                   |          | Ole Sohn               | SF      |
| Ministro delle Città, delle Infrastrutture e degli Affari rurali                         |          | Carsten Hansen         | SD      |
| Ministro del Lavoro                                                                      |          | Mette Frederiksen      | SD      |
| Ministro dell'Infanzia e dell'Educazione                                                 |          | Christine Antorini     | SD      |
| Ministro dell'Integrazione e degli Affari sociali                                        |          | Karen Hækkerup         | SD      |
| Ministro dell'Alimentazione, dell'Agricoltura e della Pesca                              |          | Mette Gjerskov         | SD      |
| Ministro del Clima e dell'Energia                                                        |          | Martin Lidegaard       | RV      |
| Ministro del Commercio estero e degli Investimenti                                       |          | Pia Olsen Dyhr         | SF      |
| Ministro della Sanità                                                                    |          | Astrid Krag            | SF      |
| Ministro della Difesa                                                                    |          | Nick Hækkerup          | SD      |
| Ministro dell'Ambiente                                                                   |          | Ida Auken              | SF      |
| Ministro delle Pari Opportunità, degli Affari ecclesiastici e della Cooperazione nordica |          | Manu Sareen            | RV      |
| Ministro degli Affari europei                                                            |          | Nicolai Wammen         | SD      |
| Ministro della Cooperazione per lo sviluppo                                              |          | Christian Friis Bach   | RV      |
| Ministro della Cultura                                                                   |          | Uffe Elbæk             | RV      |

### Rimpasto del 16 ottobre 2012
- I nuovi ministri sono indicati in grassetto, quelli che hanno cambiato dicastero sono in corsivo.

| Carica                                                                                   | Titolare | Titolare                                             | Partito |
| ---------------------------------------------------------------------------------------- | -------- | ---------------------------------------------------- | ------- |
| Primo Ministro                                                                           |          | Helle Thorning-Schmidt                               | SD      |
| Ministro dell'Economia e dell'Interno                                                    |          | Margrethe Vestager                                   | RV      |
| Ministro degli Affari Esteri                                                             |          | Villy Søvndal                                        | SF      |
| Ministro delle Finanze                                                                   |          | Bjarne Corydon                                       | SD      |
| Ministro della Giustizia                                                                 |          | Morten Bødskov                                       | SD      |
| Ministro della Ricerca, dell'Innovazione e dell'Insegnamento superiore                   |          | Morten Østergaard                                    | RV      |
| Ministro del Fisco                                                                       |          | Holger K. Nielsen                                    | SF      |
| Ministro dei Trasporti                                                                   |          | Henrik Dam Kristensen                                | SD      |
| Ministro del Commercio                                                                   |          | Annette Vilhelmsen                                   | SF      |
| Ministro delle Città, delle Infrastrutture e degli Affari rurali                         |          | Carsten Hansen                                       | SD      |
| Ministro del Lavoro                                                                      |          | Mette Frederiksen                                    | SD      |
| Ministro dell'Infanzia e dell'Educazione                                                 |          | Christine Antorini                                   | SD      |
| Ministro dell'Integrazione e degli Affari sociali                                        |          | Karen Hækkerup                                       | SD      |
| Ministro dell'Alimentazione, dell'Agricoltura e della Pesca                              |          | Mette Gjerskov                                       | SD      |
| Ministro del Clima e dell'Energia                                                        |          | Martin Lidegaard                                     | RV      |
| Ministro del Commercio estero e degli Investimenti                                       |          | Pia Olsen Dyhr                                       | SF      |
| Ministro della Sanità                                                                    |          | Astrid Krag                                          | SF      |
| Ministro della Difesa                                                                    |          | Nick Hækkerup                                        | SD      |
| Ministro dell'Ambiente                                                                   |          | Ida Auken                                            | SF      |
| Ministro delle Pari Opportunità, degli Affari ecclesiastici e della Cooperazione nordica |          | Manu Sareen                                          | RV      |
| Ministro degli Affari europei                                                            |          | Nicolai Wammen                                       | SD      |
| Ministro della Cooperazione per lo sviluppo                                              |          | Christian Friis Bach                                 | RV      |
| Ministro della Cultura                                                                   |          | Uffe Elbæk (fino al 5 dicembre 2012) Marianne Jelved | RV      |

### Rimpasto del 9 agosto 2013
- I nuovi ministri sono indicati in grassetto, quelli che hanno cambiato dicastero sono in corsivo..

| Carica                                                                                   | Titolare | Titolare                                                               | Partito |
| ---------------------------------------------------------------------------------------- | -------- | ---------------------------------------------------------------------- | ------- |
| Primo Ministro                                                                           |          | Helle Thorning-Schmidt                                                 | SD      |
| Ministro dell'Economia e dell'Interno                                                    |          | Margrethe Vestager                                                     | RV      |
| Ministro degli Affari Esteri                                                             |          | Villy Søvndal                                                          | SF      |
| Ministro delle Finanze                                                                   |          | Bjarne Corydon                                                         | SD      |
| Ministro della Giustizia                                                                 |          | Morten Bødskov                                                         | SD      |
| Ministro della Ricerca, dell'Innovazione e dell'Insegnamento superiore                   |          | Morten Østergaard                                                      | RV      |
| Ministro del Fisco                                                                       |          | Holger K. Nielsen                                                      | SF      |
| Ministro dei Trasporti                                                                   |          | Pia Olsen Dyhr                                                         | SF      |
| Ministro del Commercio                                                                   |          | Henrik Sass Larsen                                                     | SD      |
| Ministro delle Città, delle Infrastrutture e degli Affari rurali                         |          | Carsten Hansen                                                         | SD      |
| Ministro del Lavoro                                                                      |          | Mette Frederiksen                                                      | SD      |
| Ministro dell'Educazione                                                                 |          | Christine Antorini                                                     | SD      |
| Ministro degli Affari sociali, dell'Infanzia e dell'Integrazione                         |          | Annette Vilhelmsen                                                     | SF      |
| Ministro dell'Alimentazione, dell'Agricoltura e della Pesca                              |          | Karen Hækkerup                                                         | SD      |
| Ministro del Clima e dell'Energia                                                        |          | Martin Lidegaard                                                       | RV      |
| Ministro del Commercio estero e degli Affari europei                                     |          | Nick Hækkerup                                                          | SD      |
| Ministro della Sanità                                                                    |          | Astrid Krag                                                            | SF      |
| Ministro della Difesa                                                                    |          | Nicolai Wammen                                                         | SD      |
| Ministro dell'Ambiente                                                                   |          | Ida Auken                                                              | SF      |
| Ministro delle Pari Opportunità, degli Affari ecclesiastici e della Cooperazione nordica |          | Manu Sareen                                                            | RV      |
| Ministro della Cooperazione per lo sviluppo                                              |          | Christian Friis Bach (fino al 21 novembre 2013) Rasmus Helveg Petersen | RV      |
| Ministro della Cultura                                                                   |          | Marianne Jelved                                                        | RV      |

### Rimpasto del 12 dicembre 2013
- I nuovi ministri sono indicati in grassetto, quelli che hanno cambiato dicastero sono in corsivo.

| Carica                                                                                   | Titolare | Titolare               | Partito |
| ---------------------------------------------------------------------------------------- | -------- | ---------------------- | ------- |
| Primo Ministro                                                                           |          | Helle Thorning-Schmidt | SD      |
| Ministro dell'Economia e dell'Interno                                                    |          | Margrethe Vestager     | RV      |
| Ministro degli Affari Esteri                                                             |          | Holger K. Nielsen      | SF      |
| Ministro delle Finanze                                                                   |          | Bjarne Corydon         | SD      |
| Ministro della Giustizia                                                                 |          | Karen Hækkerup         | SD      |
| Ministro della Ricerca, dell'Innovazione e dell'Insegnamento superiore                   |          | Morten Østergaard      | RV      |
| Ministro del Fisco                                                                       |          | Jonas Dahl             | SF      |
| Ministro dei Trasporti                                                                   |          | Pia Olsen Dyhr         | SF      |
| Ministro del Commercio                                                                   |          | Henrik Sass Larsen     | SD      |
| Ministro delle Città, delle Infrastrutture e degli Affari rurali                         |          | Carsten Hansen         | SD      |
| Ministro del Lavoro                                                                      |          | Mette Frederiksen      | SD      |
| Ministro dell'Educazione                                                                 |          | Christine Antorini     | SD      |
| Ministro degli Affari sociali, dell'Infanzia e dell'Integrazione                         |          | Annette Vilhelmsen     | SF      |
| Ministro dell'Alimentazione, dell'Agricoltura e della Pesca                              |          | Dan Jørgensen          | SD      |
| Ministro del Clima e dell'Energia                                                        |          | Martin Lidegaard       | RV      |
| Ministro del Commercio estero e degli Affari europei                                     |          | Nick Hækkerup          | SD      |
| Ministro della Sanità                                                                    |          | Astrid Krag            | SF      |
| Ministro della Difesa                                                                    |          | Nicolai Wammen         | SD      |
| Ministro dell'Ambiente                                                                   |          | Ida Auken              | SF      |
| Ministro delle Pari Opportunità, degli Affari ecclesiastici e della Cooperazione nordica |          | Manu Sareen            | RV      |
| Ministro della Cooperazione per lo sviluppo                                              |          | Rasmus Helveg Petersen | RV      |
| Ministro della Cultura                                                                   |          | Marianne Jelved        | RV      |